# Donjon de Jayac
Le donjon de Jayac est un château français implanté sur la commune de Jayac, dans le département de la Dordogne, en région Nouvelle-Aquitaine.
Le château fait l'objet d'une protection au titre des monuments historiques.

## Localisation
Dans le Périgord noir, au sud-est du département de la Dordogne, le donjon de Jayac est situé dans le village de Jayac.

## Historique
Le donjon a été construit au XIIe siècle. Il est découronné. On accède au donjon par un porche en arc brisé. Il possède d'étroites meurtrières. 
La terre de Jayac appartenait à la vicomté de Turenne. En 1251 la vicomté est partagée entre Raymond VI de Turenne et sa sœur Hélis, mariée à Rudel Hélie d'Aillac, sire de Bergerac, Gensac et Blaye.
Leur fille, Marguerite de Bergerac en fit donation en 1282 à Bernard Albouin, chanoine de Saint-Junien, avec la terre de La Cassagne. Ce dernier échange la seigneurie de Jayac avec Pierre du Val, en 1299, contre des biens dans la paroisse de Perpezat.
En 1338, Amélie du Val, petite fille de Pierre, se marie avec Armand de Guerre. En 1444, Catherine de Guerre, fille unique de Bernard de Guerre, seigneur de Jayac et co-seigneur d'Archignac se marie avec Jean III de Carbonnières. En 1480, Catherine de Guerre fait don du château de Jayac et de toutes ses dépendances à son fils Jean IV de Carbonnières.
En 1549, dans le rôle de cotisation de la noblesse pour le diocèse de Sarlat, on trouve Charles de Carbonnières, écuyer, seigneur de Jayac.
Pendant les guerres de religion, la famille de Carbonnières est restée catholique bien que la seigneurie soit située dans la vicomté de Turenne dont le seigneur est devenu protestant. En 1575, Gautier de Carbonnières (mort vers 1587), fils de Bertrand et petit-fils de Jean IV, est capitaine de Jayac. Son frère Charles, seigneur de Jayac a été un ligueur. Le 18 août 1578, Henri de Navarre, vicomte de Limoges et comte de Périgord, lui écrit pour le prier de venir à Nérac pour la réception de la reine de Navarre, Marguerite de Navarre et de sa mère, Catherine de Médicis.
En 1594, le seigneur de Jayac fait partie des gentilshommes qui se groupent pour lutter contre les Croquants.
En 1604, un membre d'une branche cadette de la famille de Carbonnières, Jean-Charles de Carbonnières, seigneur de Lacapelle-Biron, participe au complot du duc de Bouillon. Le complot ayant été découvert et dénoncé par Jean de Vivant, les comploteurs, Huguenots et ancien ligueurs, anciens ennemis des guerres de religion - La Sudrie, Commarque, Grippel, Chassaing, Carbonnières, Cugnac, Baynac, Fondaumier, Vesins, Vassignac et Rignac - sont condamnés à mort aux Grands Jours de Limoges. Seuls les quatre premiers qui ont été arrêtés ont été exécutés à Limoges. Le duc de Bouillon ayant fait amende honorable, en 1607, le roi Henri IV a alors accordé son pardon à ceux qui n'avaient pas été exécutés.
Le donjon était déjà probablement ruiné au XVIe siècle car, en 1590, Léonarde et Catherine de Carbonnières, filles de Charles de Carbonnières, font construire dans l'enceinte des remparts, un châtelet accolé d'une tour ronde. Elles lèguent la construction à leur frère, doyen de la cathédrale de Sarlat. Ce dernier réunit alors les deux tiers de la seigneurie de Jayac.
Le 24 février 1727, Isaac de Carbonnières, chevalier, seigneur de la Garrigue, fils d'Henri de Carbonnières, chevalier, seigneur de Saint-Chamassy, Jayac, Archignac et autres places et de Louise de la Porte, dame de Saint-Chamassy, se marie avec Marie-Anne de Courtioux, demoiselle de Peyrefumade
En 1775, un abbé de Carbonnières envisage de faire réparer le château. Les réparations sont estimées à 5 500 livres. Il n'y a probablement eu que les réparations les plus urgentes. 
La seigneurie est tenue par des doyens et passe d'oncle à neveu. Le dernier, Louis de Carbonnières lègue les deux tiers qu'il possède à Henri de Carbonnières, seigneur de Mayac. 
Au moment de la Révolution, la seigneurie est entièrement possédée par Louis, baron de Carbonnières, seigneur de Saint-Chamassy, Jayac et Archignac. Il a épousé en 1787 Madeleine Sclaffer de Laroque. 
Le fief est incendié en 1790. En 1792, Louis de Carbonnières émigre. Son épouse est arrêtée et mise en prison à Sarlat où elle donne naissance à une fille, Henriette de Carbonnières. Les biens de Louis de Carbonnières sont saisis comme biens d'émigré. De retour en France, Louis ne peut récupérer qu'une petite partie de ses biens. Henriette de Carbonnières, héritière de Jayac, épouse en 1808 son cousin René-Henri-Charles de Carbonnières, de la branche des marquis de Saint-Brice en Limousin.
Le château de Jayac est resté dans la famille de Carbonnières jusqu'en 1875.
Le château a été inscrit au titre des monuments historiques le 12 octobre 1948.